# Bezborod´ky
Bezborod´ky (ukr. Безбородьки) – wieś na Ukrainie, w obwodzie czerkaskim, w rejonie złotonoski, w hromadzie Wełykyj Chutir. W 2001 liczyła 1211 mieszkańców.